# Mikołaj Tungen
Mikołaj Tungen (niem. Nikolaus von Tüngen) (zm. 14 lutego 1489 w Lidzbarku Warmińskim) – biskup warmiński.
Pochodził z rodziny mieszczańskiej z Ornety. Przez wiele lat pracował w Kurii Rzymskiej jako sekretarz, gromadził równocześnie godności kościelne (1459 kanonik wrocławski i kanonik warmiński, 1466 dziekan katedralny warmiński). Po śmierci biskupa warmińskiego Pawła Legendorfa został wybrany na jego następcę przez kapitułę (10 sierpnia 1467); 4 listopada 1468 Tungen otrzymał prowizję papieską, przyjął także w Rzymie sakrę biskupią.
Król polski Kazimierz Jagiellończyk nie uznał wyboru Tungena. Wyznaczył na nowego biskupa warmińskiego Wincentego Kiełbasę, który dotychczas był biskupem chełmińskim oraz administratorem diecezji pomezańskiej. Wolę króla uznała kapituła warmińska, powierzając na sejmiku malborskim 1 grudnia 1467 Kiełbasie tymczasowe zarządzanie diecezją warmińską.  Tungen nie wycofał się, wkrótce jego pozycję wzmocniła wspomniana prowizja papieska. We wrześniu 1469 z pretensji do biskupstwa wycofał się natomiast Wincenty Kiełbasa; rok później Tungen nieoficjalnie przybył na Warmię.
Rezygnacja Kiełbasy nie oznaczała rezygnacji króla. Kazimierz Jagiellończyk interweniował u papieża Pawła II, który nakazał Tungenowi rezygnację z diecezji warmińskiej (następca Pawła II, Sykstus IV mianował Tungena biskupem w Kamieniu Pomorskim). Nowym biskupem warmińskim naznaczono w 1471 Andrzeja Oporowskiego, archidiakona gnieźnieńskiego i sekretarza królewskiego.
Nominacja Oporowskiego nie zmieniła sytuacji na Warmii. Sam nominat nie został dopuszczony do objęcia rządów wobec protestów kleru, ludności warmińskiej oraz stanów pruskich, natomiast Mikołaj Tungen wszczął działania mające na celu objęcie upragnionego biskupstwa i zarazem uniezależnienie Warmii od Polski. Wsparty przez zakon krzyżacki Tungen przejął większość zamków i miast; wojna z królem Kazimierzem otrzymała w historii nazwę wojny popiej. Tungen szukał również wsparcia u króla Węgier Macieja Korwina, oddając mu w protekcję diecezję warmińską.
W 1479 wobec zawartego porozumienia między królami Kazimierzem i Maciejem Korwinem znacznie osłabła pozycja biskupa warmińskiego. Wojska polskie zajęły Warmię i podjęto rokowania pokojowe w Piotrkowie; porozumienie z 15 lipca 1479 przywróciło zwierzchność króla Polski wobec Warmii, nałożyło na biskupa obowiązek składania przysięgi wierności królowi; zobowiązano także kapitułę, aby wybierając nowego biskupa kierowała się zasadą, iż ma to być "osoba miła królowi". Na mocy tego porozumienia Tungen złożył hołd i został przyjęty do grona senatorów polskich.
Po 1479 biskup zajmował się odbudową zrujnowanej kolejną w krótkim czasie wojną diecezji. Był fundatorem ołtarza w kościele św. Jerzego w Królewcu, przeznaczył także testamentem duże kwoty klasztorom i kościołom w diecezji. Pozostał do końca życia w faktycznej opozycji wobec króla, m.in. zawarł konfederację ze stanami pruskimi (1485) w obronie przywilejów.
Jako zwolennik niezależności Warmii od Polski Tungen żywił wielkie obawy w związku z planami króla mianowania kolejnym biskupem warmińskim królewicza Fryderyka Jagiellończyka. Aby temu zapobiec, będący już w podeszłym wieku biskup podjął w Rzymie starania o wyznaczenie koadiutora, na którego upatrzył Łukasza Watzenrodego. Zabiegi te przerwała śmierć Tungena, jednak jego wola została zrealizowana i kapituła wybrała Watzenrodego na biskupa; wykorzystano brak precyzyjnego zapisu, kim ma być kandydat "miły królowi".

## Linki
- Braniewo i biskup Tungen w latach 1467-1479